# Full Dark, No Stars
Full Dark, No Stars (cu sensul de Întuneric complet, fără stele) este o colecție de nuvele de  Stephen King publicată în noiembrie 2010. Conține 4 nuvele toate având ca temă teoria pedepsei penale. Una dintre nuvele, 1922, are loc în Hemingford Home, Nebraska, care este casa Mamei Abagail din romanul epic al lui King The Stand (1978), orașul în care Ben Hanscom se mută ca adult în It (1986) și fundalul povestirii "The Last Rung on the Ladder" (1978). Colecția a câștigat în 2010 Premiul Bram Stoker pentru  cea mai bună colecție și a fost nominalizată în 2011 la  Premiul British Fantasy  pentru cea mai bună colecție. De asemenea, 1922 a fost nominalizată în 2011 la Premiul British Fantasy pentru  cea mai bună nuvelă.

## Lista nuvelelor
Cele patru nuvele sunt:
- 1922 - În 1930 , Wilfred James mărturisește în scris uciderea soției sale, Arlette,  comisă în 1922 , la ferma sa din Hemingford Home, din Nebraska.
- Big Driver - Tess  este o renumită scriitoare de mister care caută să se răzbune după ce scapă unui atac brutal.
- Fair Extension - Harry Streeter, care suferă de cancer, decide să facă un pact cu Diavolul, dar, ca de obicei, există un preț care trebuie plătit.[5]
- A Good Marriage - După 25 de ani fericiți de căsătorie, Darcy Anderson descoperă secretul sinistru al soțului său Bob și trebuie să ia măsuri drastice pentru a nu fi descoperit, totul pentru a-și proteja copiii.

## Fundal – informații
Titlurile nuvelelor și rezumatele acestora au fost dezvăluite de către autor pe website-ul său oficial la 2 aprilie 2010. Este a treia colecție a lui King formată din paru nuvele după Anotimpuri diferite (Different Seasons, 1982) și  La miezul nopții (Four Past Midnight, 1990).

## Lansare
Anunțată pe website-ul său oficial la  16 februarie  2010, colecția a fost publicată la 9 noiembrie  2010. Cemetery Dance Publications a lansat câteva editții limitate ale cărții după ediția originală hardcover. Ediția paperback a fost lansată la 24 mai 2011 și conține în plus noua povestire "Under the Weather" scrisă în 2011 (ISBN: 978-1451648386).

## Primire
The Washington Post, într-o recenzie a cărții, a catalogat Full Dark, No Stars ca fiind o "mulțumire sumbră" și "o carte deranjantă și fascinantă." Amazon a poziționat cartea pe locul 25 în lista celor mai bune 100 de cărți ale anului 2010.

## Ecranizări
Atât A Good Marriage cât și Big Driver au fost adaptate de către Stephen King în scenarii. Filmul A Good Marriage a fost lansat cinematografic  în 2014, în timp ce Big Driver a fost lansat pentru televiziune în același an (pe Lifetime TV).  